# Dívka na koštěti
Dívka na koštěti (en txec la noia de l'escombra) és una pel·lícula de comèdia fantàstica txecoslovaca del 1972 dirigida per Václav Vorlíček.

## Argument
Narra la història d'una bruixa adolescent, Saxana (interpretada per Petra Černocká) que, davant de 300 anys de detenció per fracassar les classes, s'escapa al món humà amb l'ajuda d'un conserge de l'escola. Un cop al món humà, coneix a Honza, un adolescent, que la porta amb ell a l'escola. A l'escola, la Saxana coneix tres dels adolescents delinqüents de les escoles, que la convencen de convertir la facultat en conills mentint i prometent-li que l'ajudaran en la seva recerca de romandre en el món humà. El tema principal, 'Saxana', cantat per Petra Černocká, apareix als crèdits inicials i finals.
El 2011 es va estrenar una seqüela que segueix la filla de Saxana.

## Repartiment
- Petra Černocká – Saxana
- Jan Hrušínský – Honza Bláha
- Jan Kraus – Miky Rousek
- František Filipovský – Rousek
- Vladimír Menšík – Vmpir
- Vlastimil Zavřel – Bohouš Adámek
- Michal Hejný – Čenda Bujnoch
- Stella Zázvorková – Vondráčková
- Míla Myslíková – Bláhová
- Josef Bláha – Cap de l'escola de bruixeria
- Jiří Lír – Mestre de botànica
- Jaromír Spal – Bláha

## Premis
Va guanyar la Medalla de plata als millors efectes especials al VI Festival Internacional de Cinema Fantàstic i de Terror de Sitges.